# Pinacoteca Antigua de Múnich
La Pinacoteca Antigua de Múnich (en alemán: Alte Pinakothek) es una pinacoteca situada en Múnich, Baviera (Alemania), considerada el gran museo de «pintura antigua» de la capital bávara, por cuanto que sus colecciones abarcan piezas desde la época medieval hasta principios del siglo XIX. Su núcleo de obras más ilustre fue reunido por la Casa de Wittelsbach, saga que gobernó el ducado de Baviera durante más de tres siglos. Es la más importante pinacoteca alemana y una de las más destacadas del mundo.

## Historia

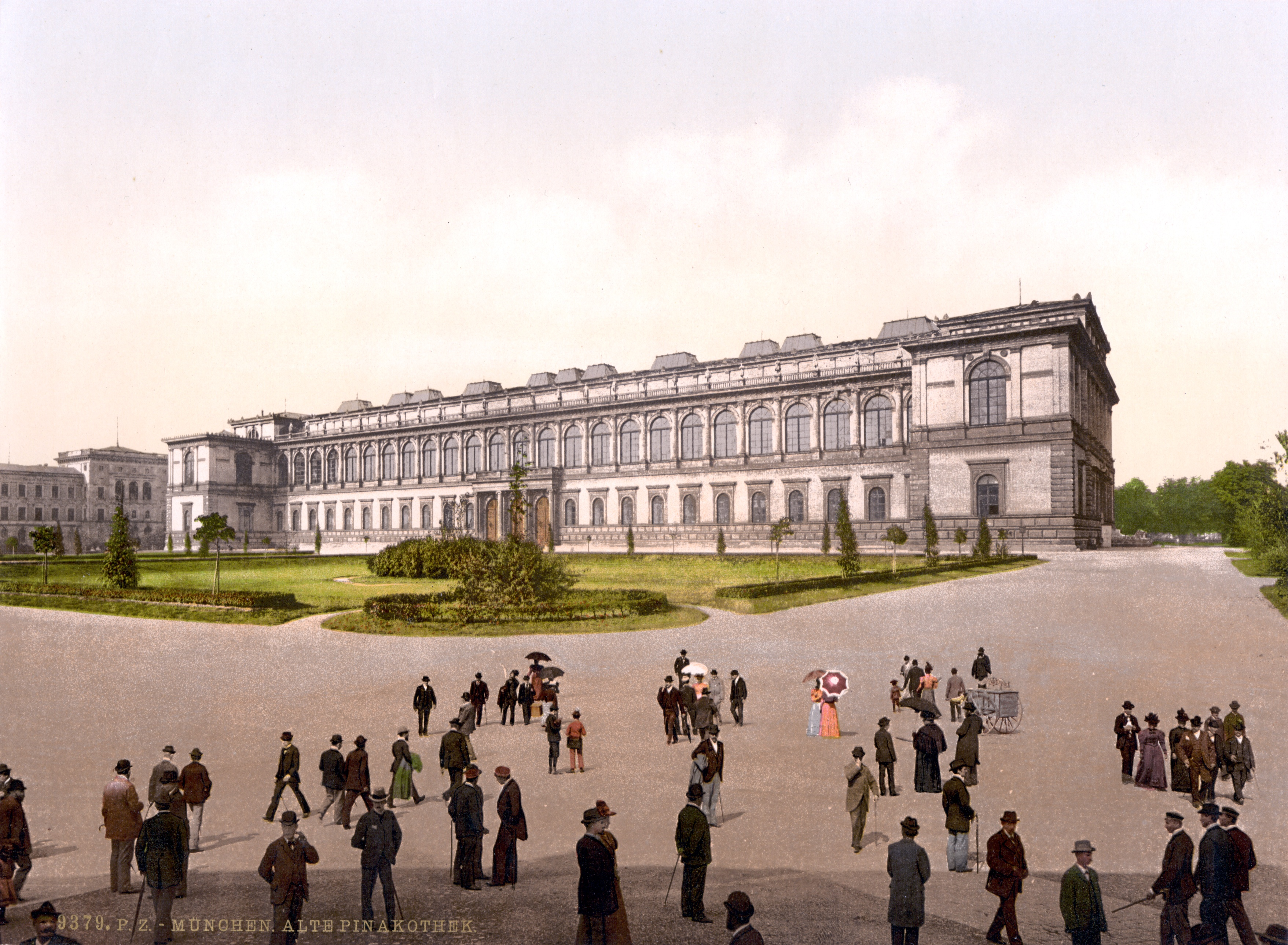
La Alte Pinakothek en 1900.

Se considera que el nacimiento de la colección ducal se debe a Guillermo IV de Baviera (1493-1550), quien encargó pinturas como La batalla de Alejandro en Issos a Albrecht Altdorfer; pero el gran impulsor del coleccionismo al modo renacentista en Baviera fue Alberto V a mediados de siglo. 
Además de este núcleo inicial de la colección, otras aportaciones importantes vinieron de la mano del primer príncipe elector de Baviera, Maximiliano I, con obras de Alberto Durero; de su nieto, Maximiliano II Manuel, que compró 105 obras en 1689, entre las que destacaban tres de Rubens; de la dote de Ana María Luisa de Toscana, esposa del elector del Palatinado, Juan Guillermo (1679–1718); de la herencia de Maximiliano IV José, primer Rey de Baviera; de la incorporación de los bienes de las órdenes eclesiásticas y de aportaciones de otras familias aristocráticas. 
Durante el siglo XIX se interrumpieron las adquisiciones, reanudadas solo en parte a finales de ese siglo. Tras los destrozos causados por la Segunda Guerra Mundial, los gastos se destinaron a la restauración del museo, reanudándose la adquisición de obras a finales del siglo XX gracias a fondos especiales del Estado alemán, si bien en los años 60 se incorporaría una colección de pinturas del siglo XVIII del Bayerische Hypotheken und Vereinsbank. En 1994 algunas de sus obras pasaron a la Nueva Pinacoteca, dedicada al arte de los siglos XIX y XX.

## El edificio
Su construcción, con dos plantas y en estilo neoclásico, se inició en 1826, el día 7 de abril, en que se conmemoraba la muerte de Rafael. El proyecto lo llevó a cabo el arquitecto Leo von Klenze por encargo de Luis I de Baviera, quien veía que su colección iba en aumento, y la Kammergalerie de su residencia quedaba pequeña, si bien otra motivación del monarca fue el convertir a Múnich en la «Atenas del Isar». En su época llegó a ser la mayor galería de pintura de Europa. Sin embargo, sufrió tantos desperfectos durante la Segunda Guerra Mundial que se tomó en consideración su demolición, aunque finalmente fue reconstruida durante los años cincuenta (1952 a 1957) por el arquitecto Hans Döllgast. En 1994 se cerró de nuevo para una renovación que afectó tanto a los espacios como a las obras.

## Las colecciones

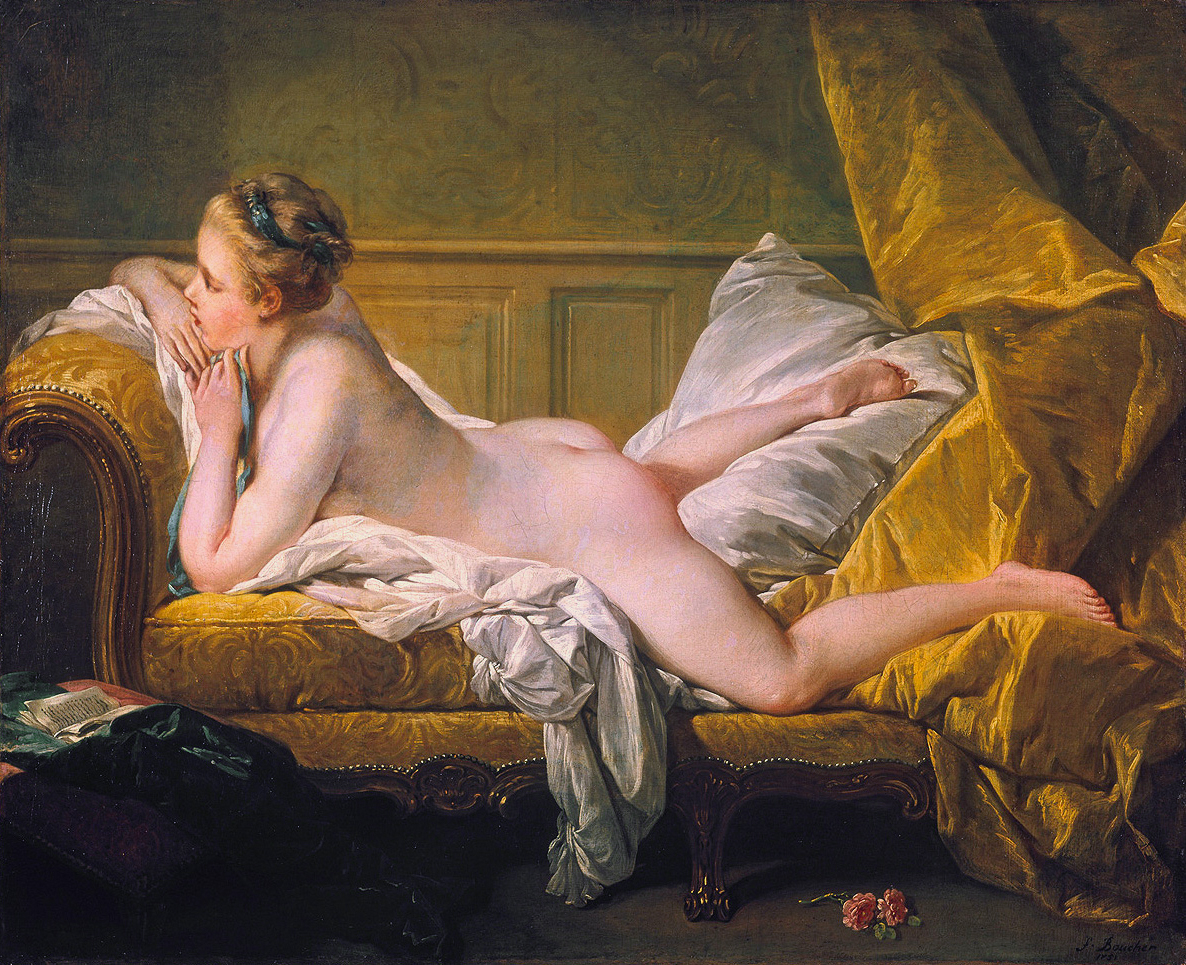
Muchacha tumbada (Marie-Louise O'Murphy (1737-1818), de François Boucher.

Es destacable su colección de viejos maestros alemanes, con autores en activo desde mediados del siglo XIV hasta 1550, que dejaron sentir su influencia no solo en Alemania, sino en toda el área germana de la época y aún del Romanticismo. Albrecht Altdorfer (La batalla de Alejandro en Issos), Lucas Cranach, Matthias Grünewald, Hans Holbein son los principales autores, entre los que sobresale Alberto Durero (Retablo Paumgartner, Autorretrato con pelliza, Los cuatro apóstoles, etc.).
También la pintura flamenca está muy bien nutrida, especialmente la del siglo XVII. Obras de primitivos flamencos presentes en la colección son las de Rogier van der Weyden, Lucas van Leyden y Jan Gossaert. En cuanto al barroco encontramos obras de Rubens (El rapto de las hijas de Leucipo), Van Dyck y Jacob Jordaens, entre otros.
La colección del barroco neerlandés es acaso aún más importante que la flamenca, con obras de Rembrandt van Rijn (Descendimiento de la cruz, La Sagrada Familia), Frans Hals (Retrato de Willem Croes), Pieter Lastman (Odysseus y Nausikaa), Carel Fabritius (Autorretrato), Gerard Terborch, Jacob van Ruisdael (Torrente con robles) y muchos otros.
No falta la pintura italiana, representada en todos sus periodos con autores de la talla de Giotto, Fra Angelico, Botticelli, Leonardo (La Madonna del clavel), Rafael (Sagrada Familia de Canigiani), los Carracci y Tiziano (La coronación de espinas).
La fuerte presencia de la pintura española en la colección está justificada tanto por la calidad de las obras, especialmente las del Siglo de Oro, como por el hecho de que Baviera formaba parte de los territorios de los Habsburgo, casa reinante también en España. Un cuadro de Velázquez (el inacabado Retrato de hombre joven), algunas de las más extraordinarias escenas de género de Murillo (Niños comiendo uvas y melón, Anciana espulgando a su nieto o Niños jugando a los dados), un San Francisco de Asís de Zurbarán, el Vendedor de cuadros de José Antolínez y el Retrato de María Teresa de Vallabriga de Goya son algunos de los más notables.

## Otros autores presentes
- Tintoretto (Venus, Vulcano y Marte)
- Veronés
- Rembrandt (El sacrificio de Isaac, Sagrada Familia...)
- Claudio Coello
- Tiépolo
- Carracci
- Canaletto
- Pieter Brueghel el Viejo
- Boucher (Muchacha tumbada)
- Jacob van Ruysdael

## Obras célebres
- Adoración del Niño Jesús (h. 1445), de Stephan Lochner.
- Cristo coronado de espinas (h. 1570), de Tiziano.
- Cristo en casa de Marta y María (h. 1580), Tintoretto.
- Descanso en la huida a Egipto, de Van Dyck.
- Descendimiento (1633), de Rembrandt.
- Autorretrato con pelliza (1500), de Durero.
- Virgen con el niño llamada del clavel (1473), de Leonardo.
- Virgen de la Anunciación (1473–74), de Antonello da Messina.
- Piedad (1438–40), de Fra Angelico.
- La adoración de los Reyes Magos (1753), de Tiépolo.
- Lamentación sobre Cristo muerto  (1490–92), de Botticelli.
- Sagrada Familia Canigiani (1507–08), de Rafael.
- Autorretrato con su esposa Isabel Brant (1609–10), de Rubens.
- Madame Pompadour, de Boucher.
- Niños comiendo uvas y melón, de Murillo.

## Galería

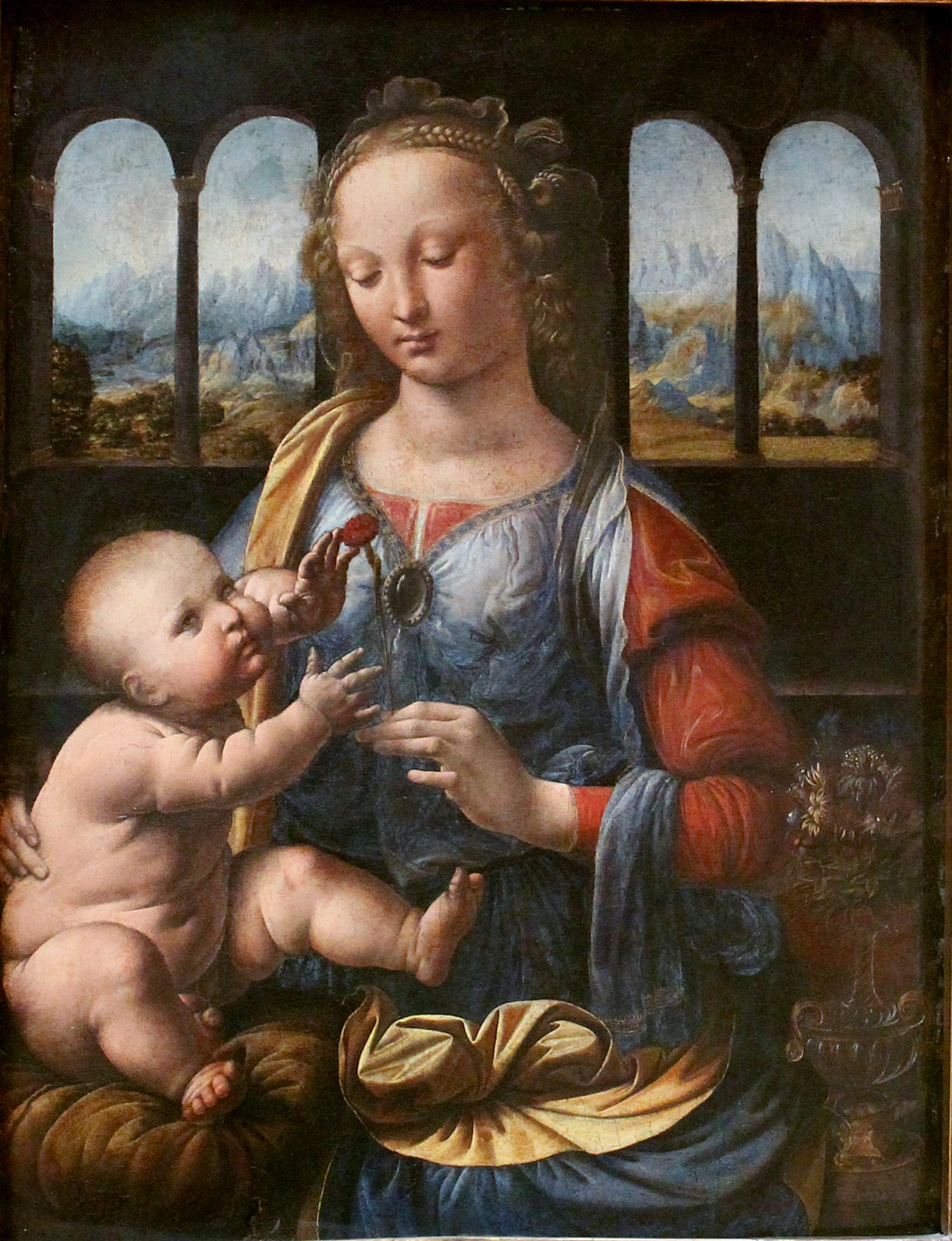
Leonardo da Vinci, Virgen del clavel, h. 1470
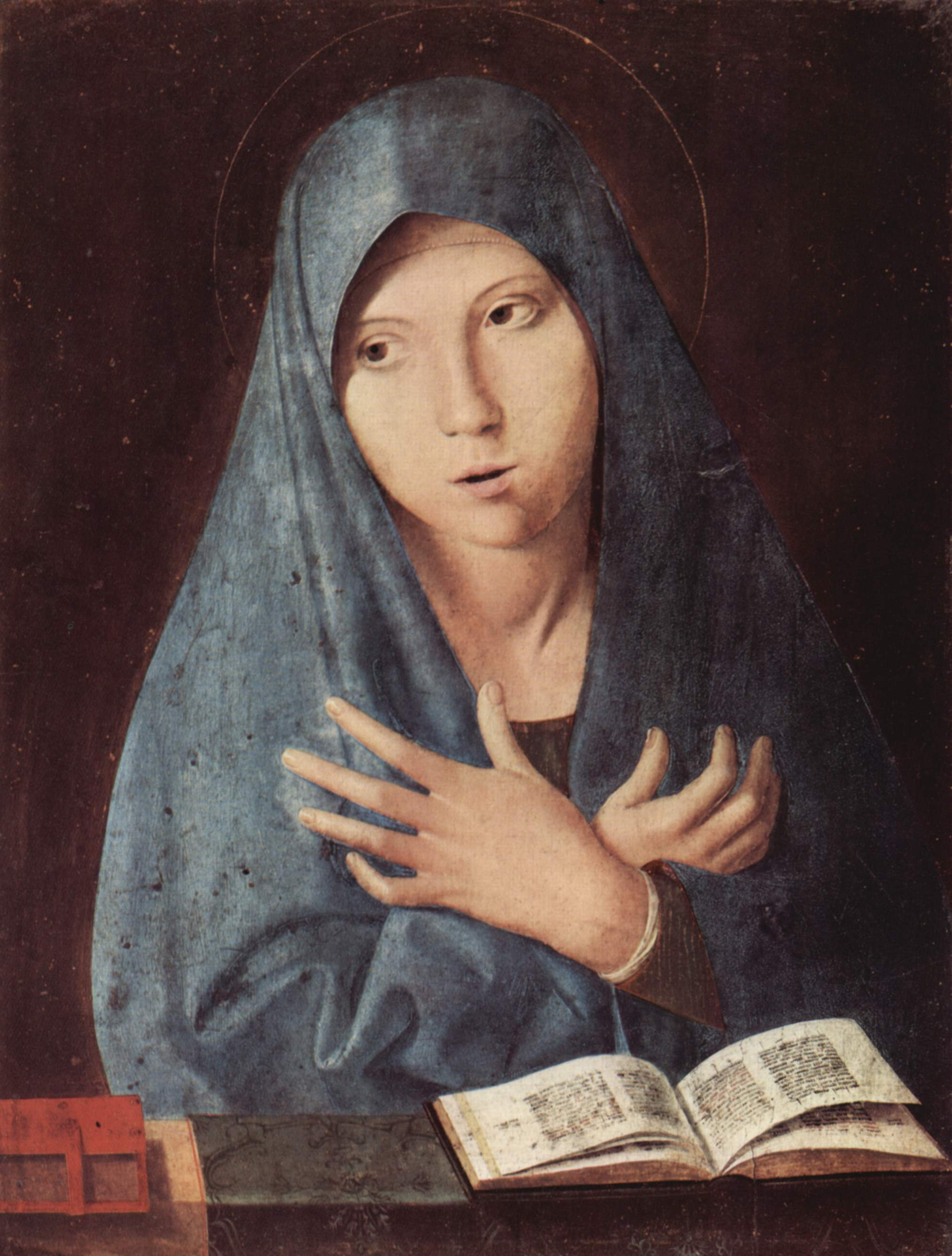
Antonello da Messina, Madonna de la predicación, 1473
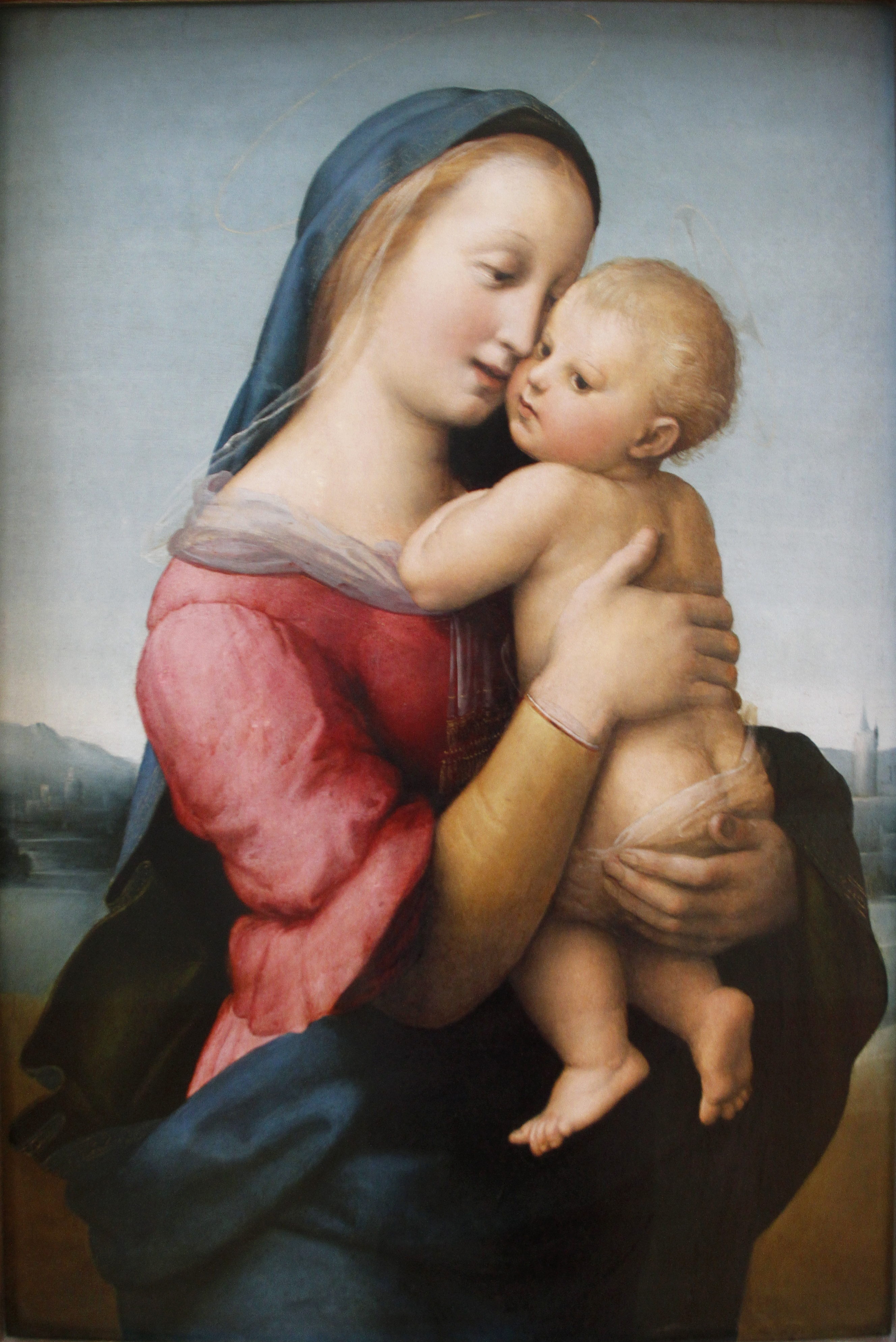
Rafael, Madonna Tempi, 1508
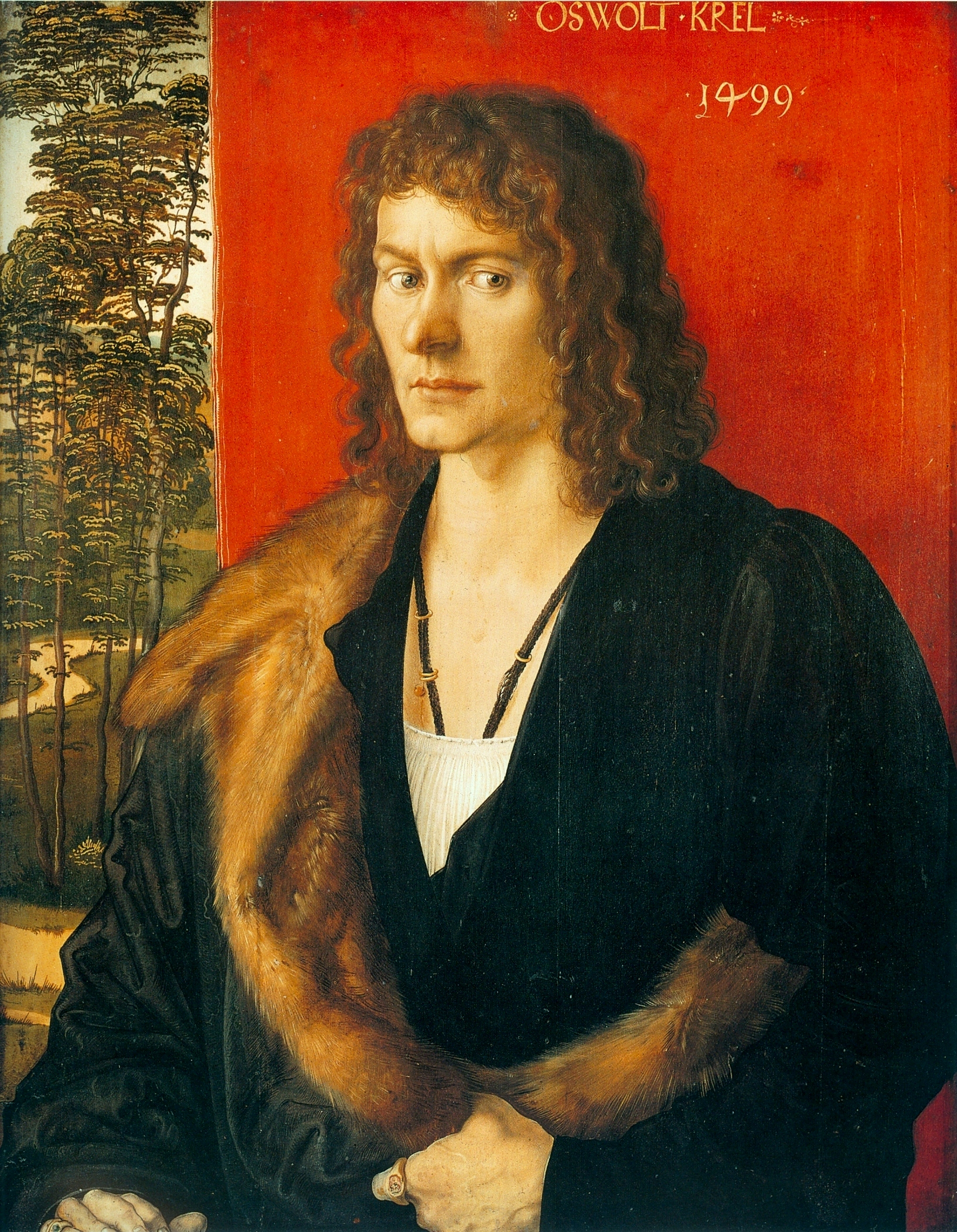
Alberto Durero, Retrato de Oswolt Krel
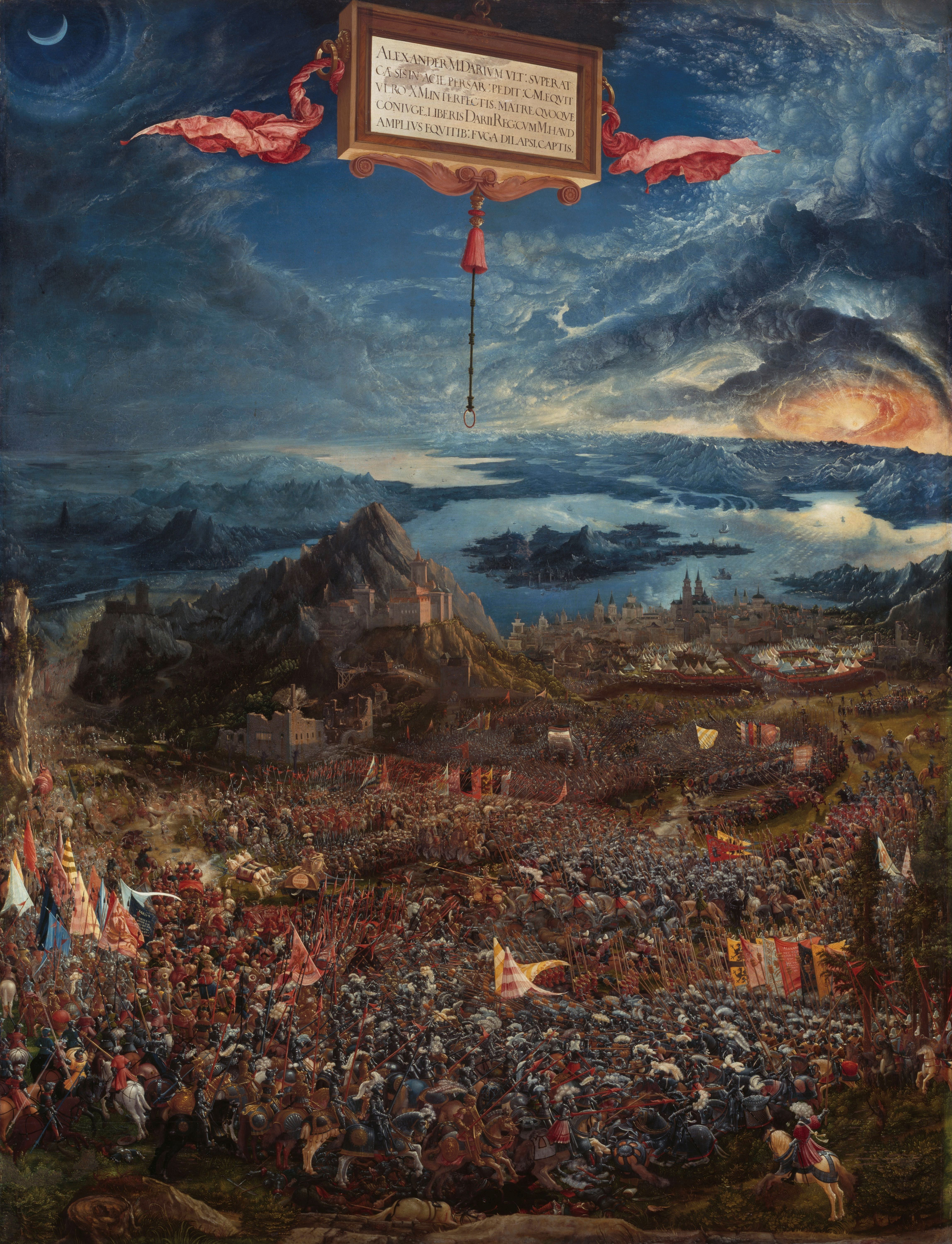
Albrecht Altdorfer, La batalla de Alejandro en Issos, 1529
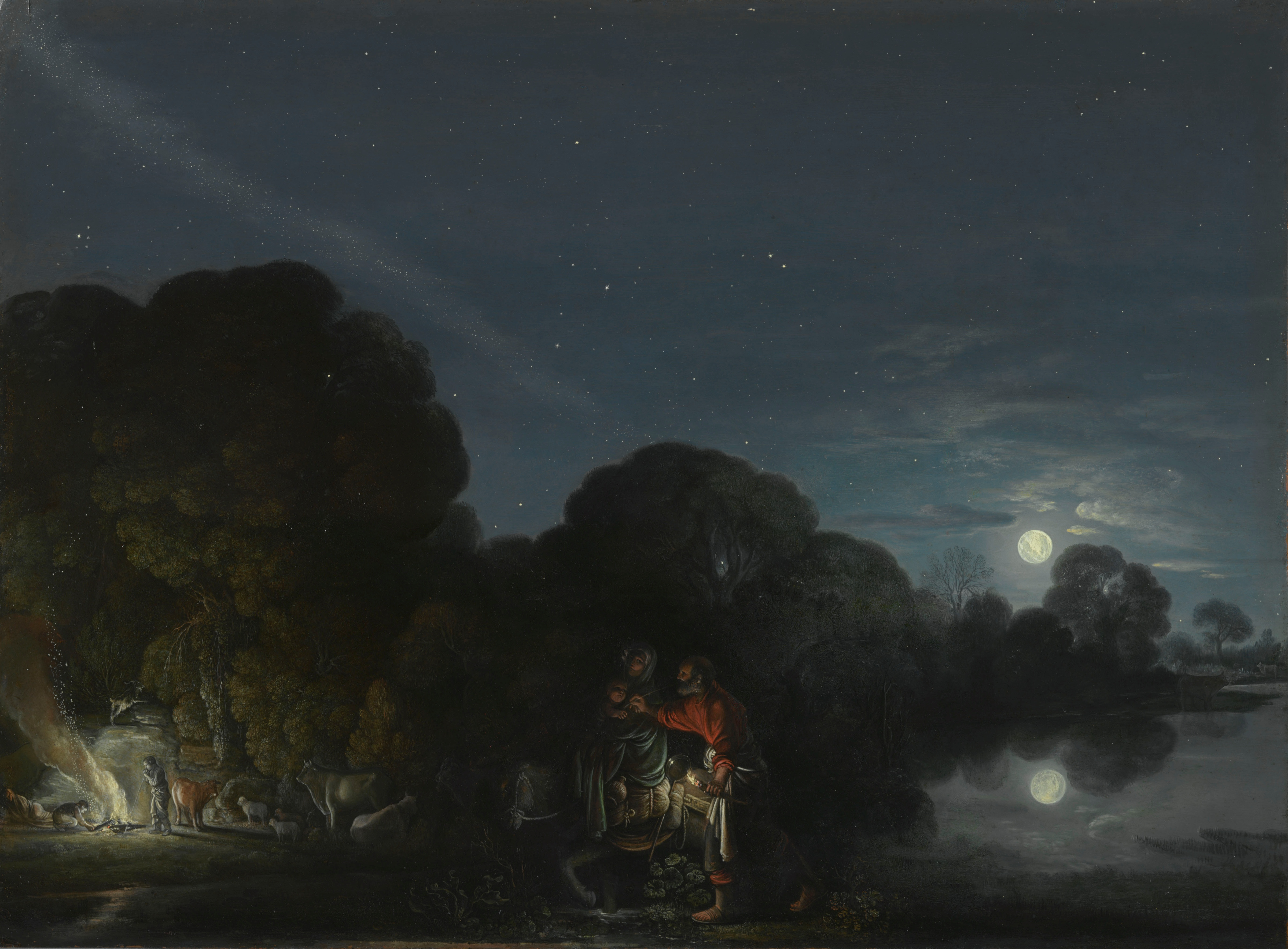
Adam Elsheimer, La fuga a Egipto, 1609
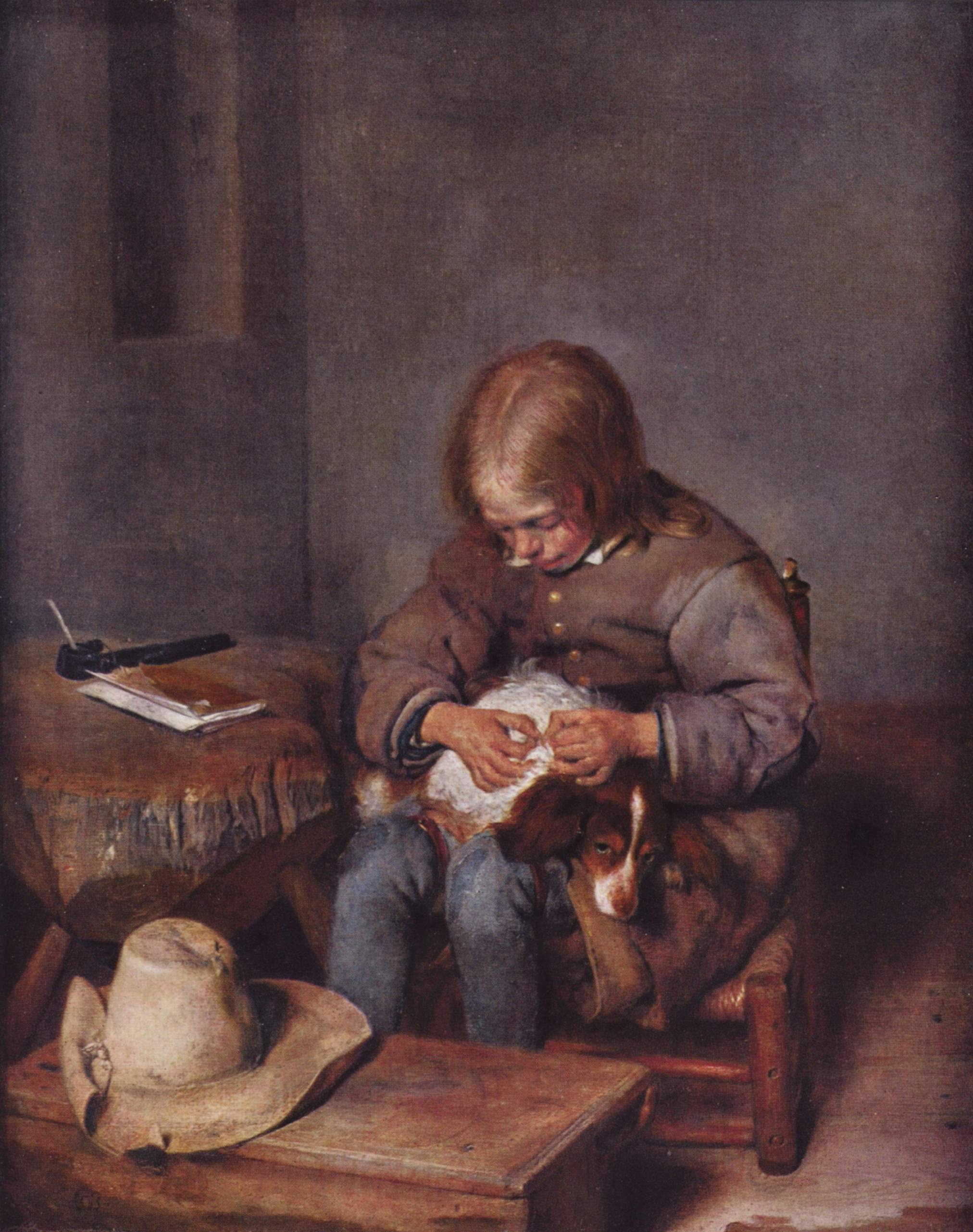
Gerard ter Borch, El cazador de pulgas, segundo tercio del siglo XVII
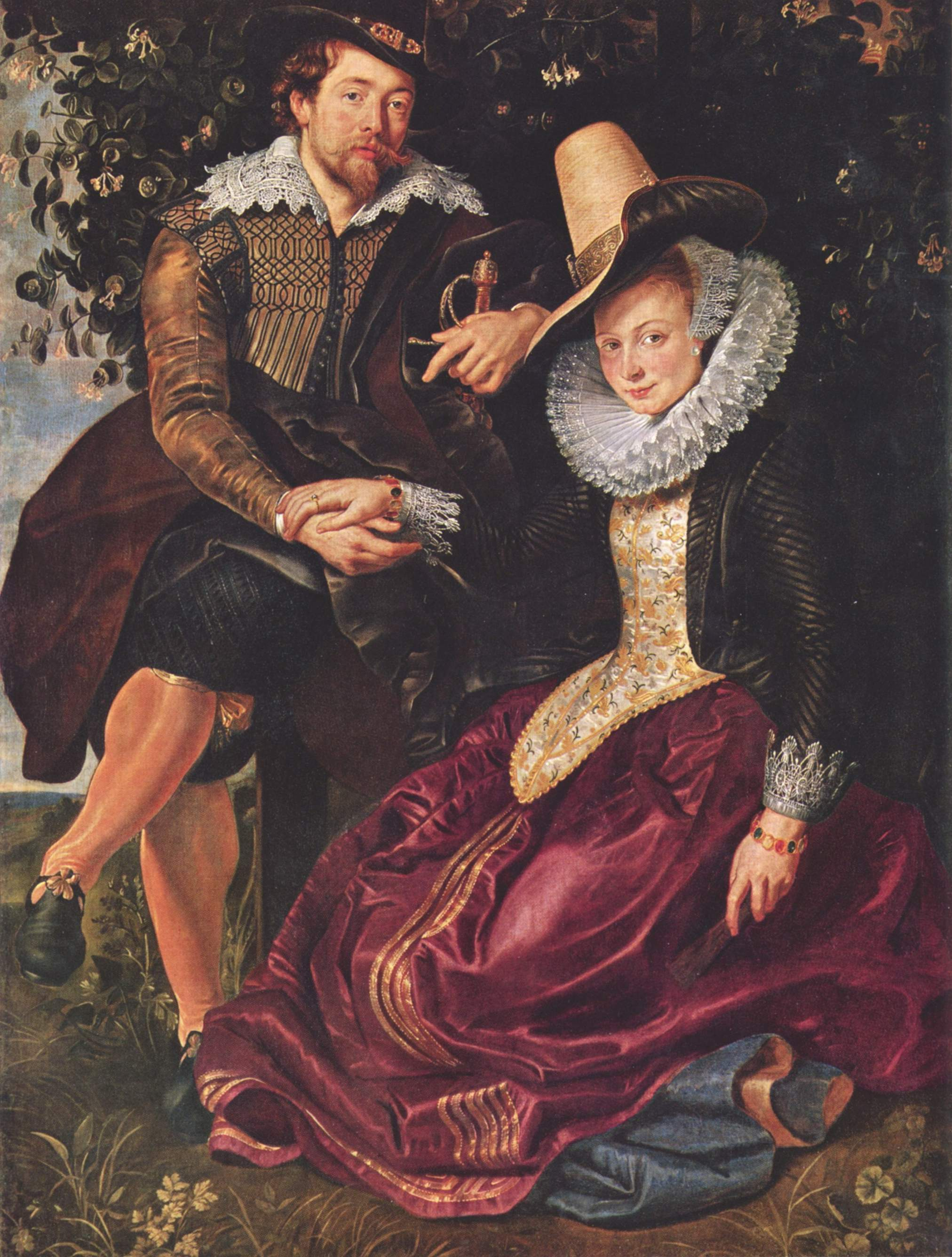
Pieter Paul Rubens, Autorretrato con su esposa Isabel Brant
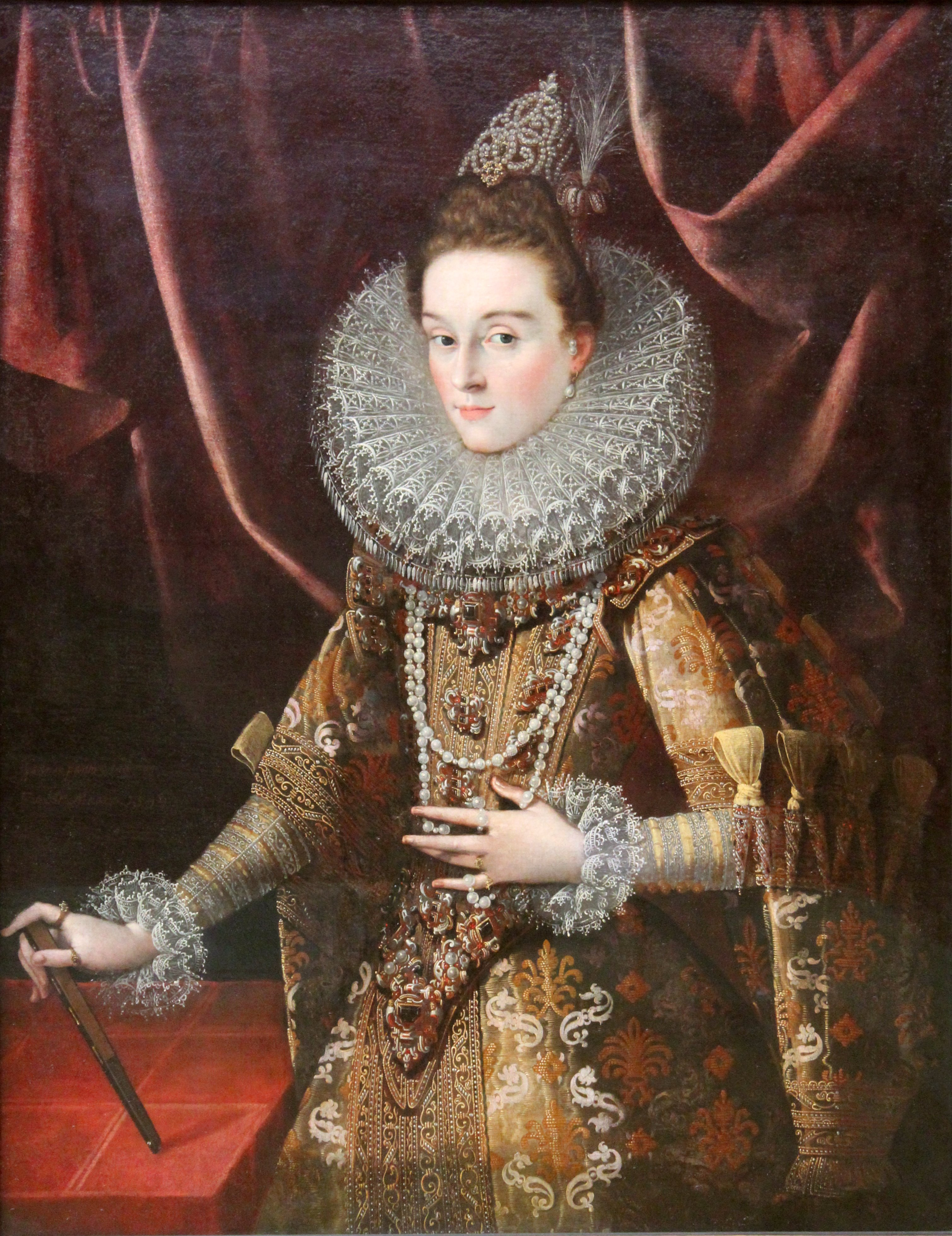
Juan Pantoja de la Cruz, Infanta Isabel Clara Eugenia
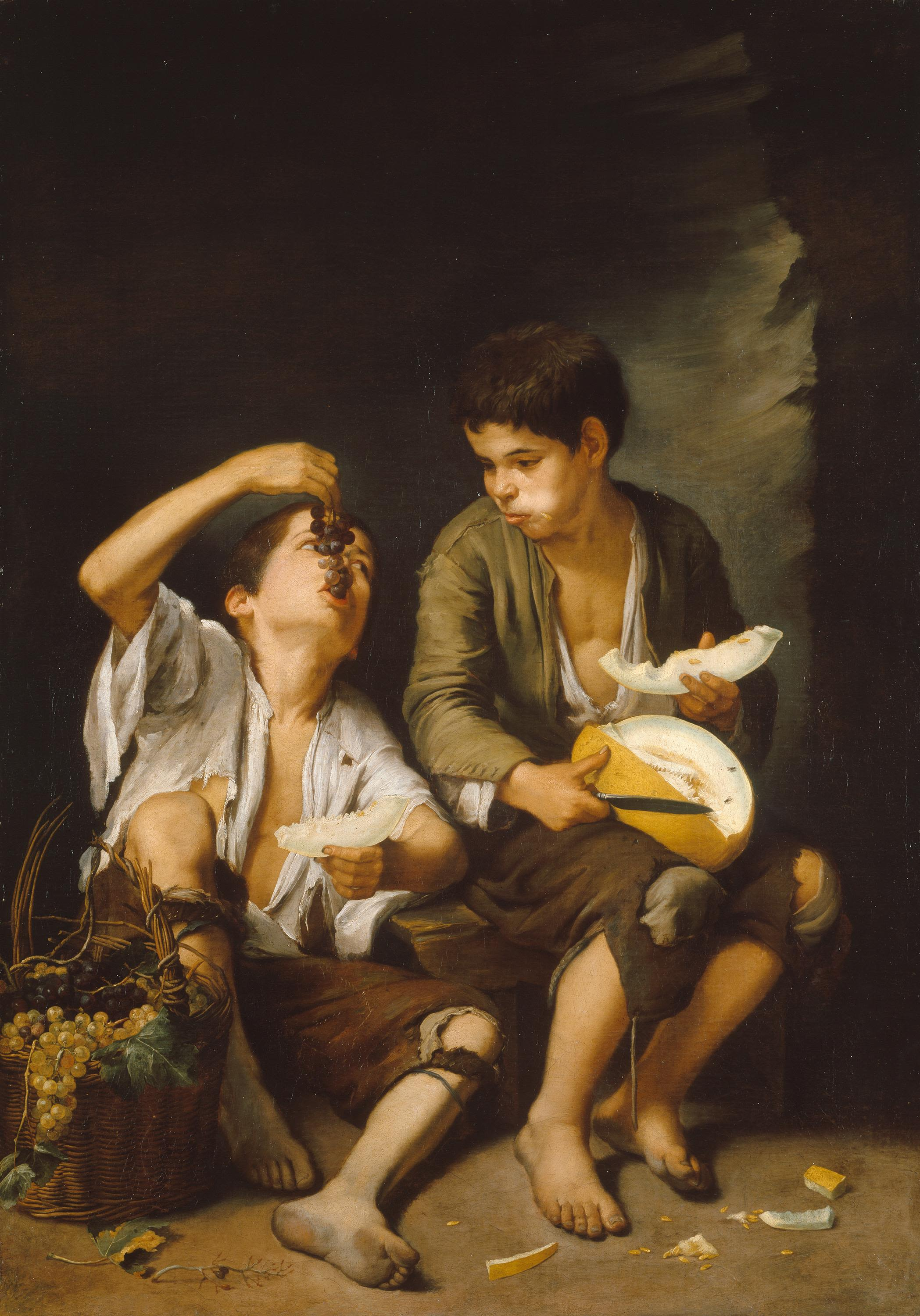
Murillo, Niños comiendo uvas y melón
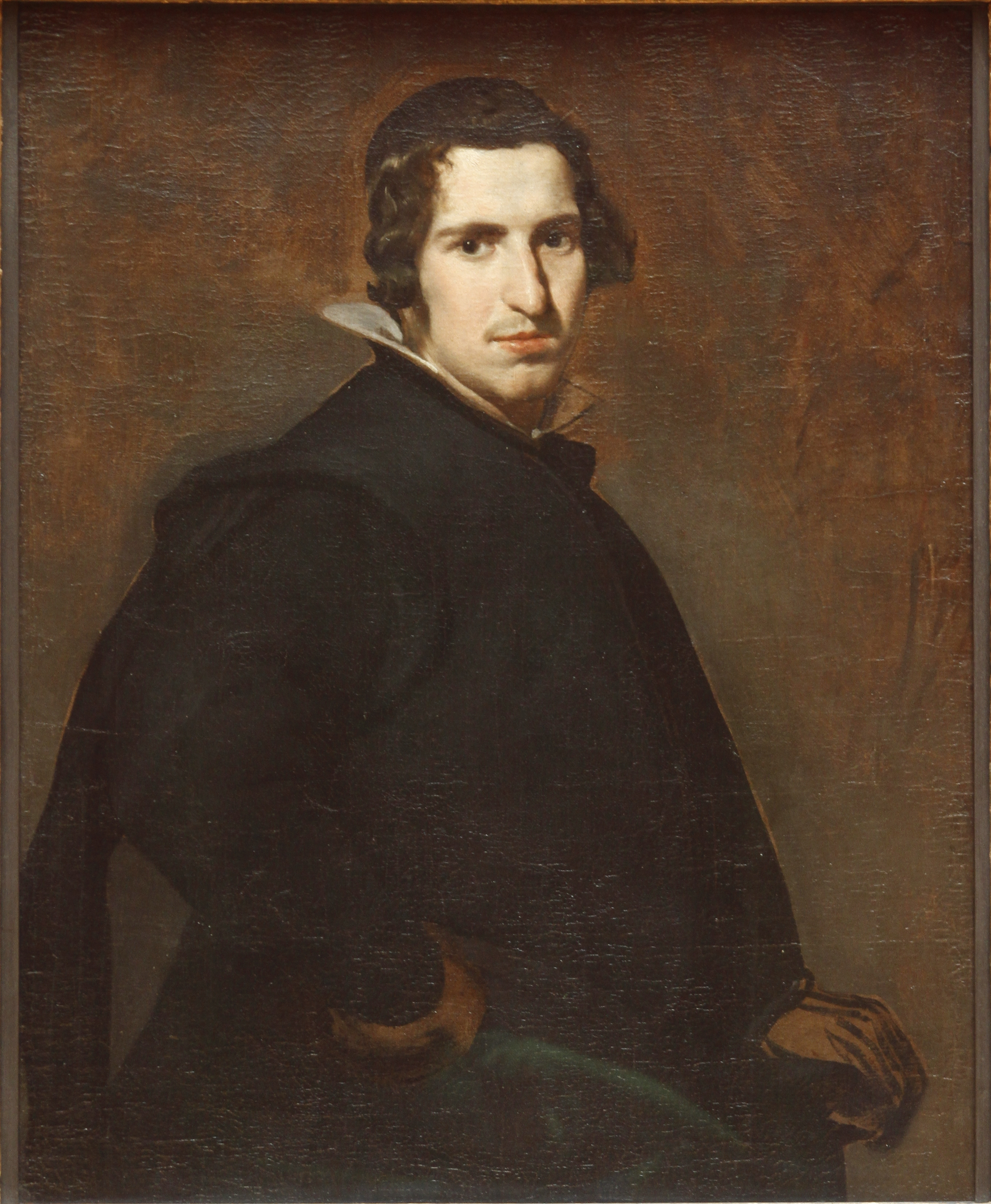
Diego Velázquez, Retrato de hombre joven
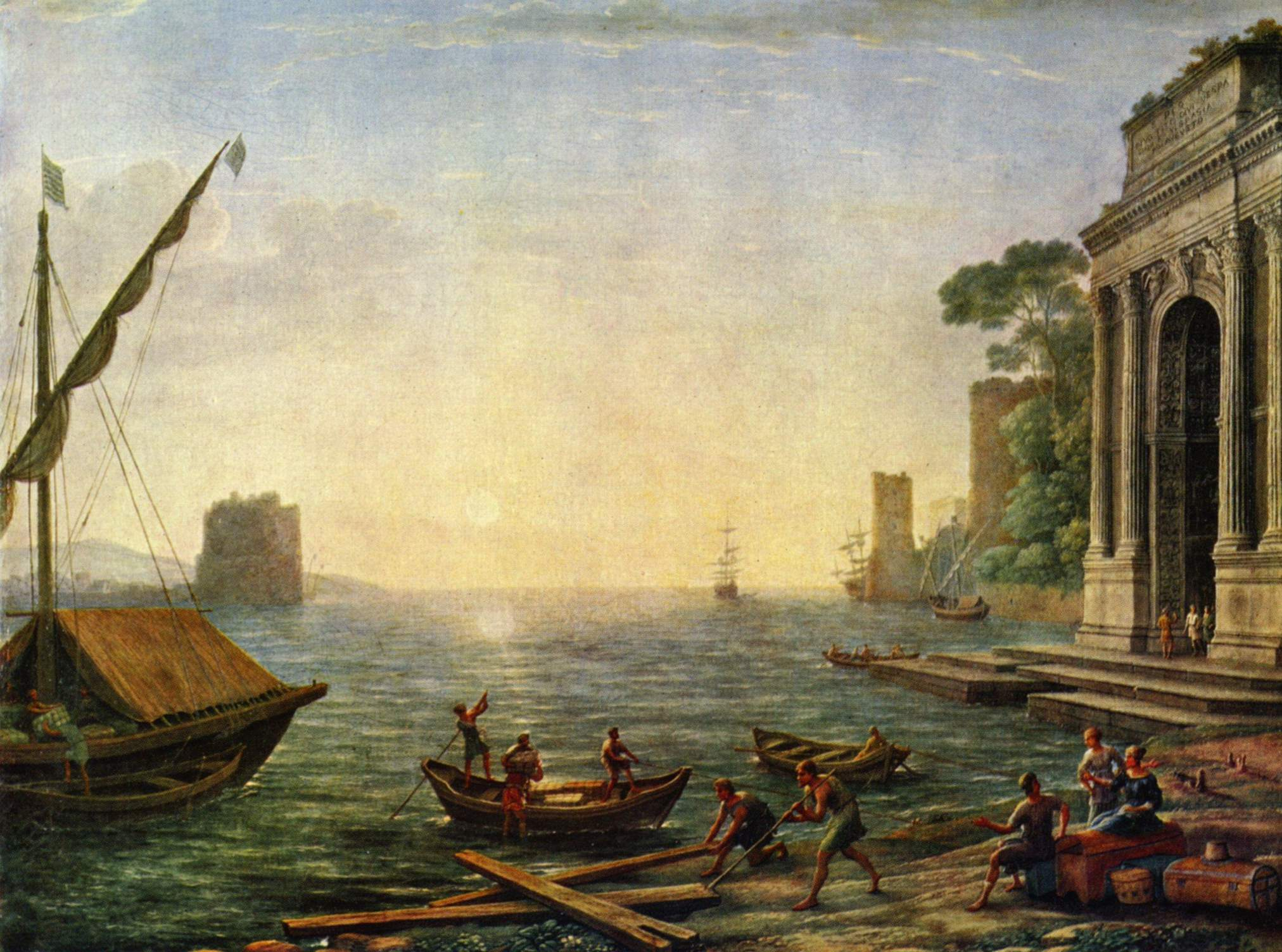
Claudio de Lorena, Puerto con escalera al sol